# Llyn Tegid
Llyn Tegid, Engels: Bala Lake, is het grootste natuurlijke meer in Wales; het ligt aan de oostgrens van het  Nationaal park Snowdonia. Het meer is 6,4 km lang, 1,6 km breed en maximaal 42 m diep en de rivier de Dee loopt er dwars door heen. Aan de noordoever bevindt zich de plaats Bala met ongeveer 2000 inwoners. Langs het meer loopt een smalspoorbaan, de Bala Lake Railway. Het meer is berucht om de plotseling optredende waterpeilschommelingen. In het heldere water komen vissoorten als snoek, baars, meerforel, paling en de endemische houtingsoort Coregonus pennantii voor.
In de mythologie van Wales wordt  de watergeest Tegid Foel genoemd als naamgever van het meer. Ook speelt het meer een rol in verhalen rondom de legendarische laatste echte prins van Wales Owain Glyndŵr.

## Bron
- Dit artikel of een eerdere versie ervan is een (gedeeltelijke) vertaling van het artikel Llyn Tegid op de Duitstalige Wikipedia, dat onder de licentie Creative Commons Naamsvermelding/Gelijk delen valt. Zie de bewerkingsgeschiedenis aldaar.

Peak District · 
Lake District ·  
Dartmoor · 
North York Moors · 
Yorkshire Dales· 
Exmoor· 
Northumberland· 
The Broads· 
New Forest· 
South Downs· 
Eryri (Snowdonia)· 
Bannau Brycheiniog (Brecon Beacons)· 
Pembrokeshire Coast/ Arfordir Penfro· 
Loch Lomond en de Trossachs/ Loch Laomainn is nan Tròisichean· 
Cairngorms/ a' Mhonaidh Ruaidh